# Heckrind

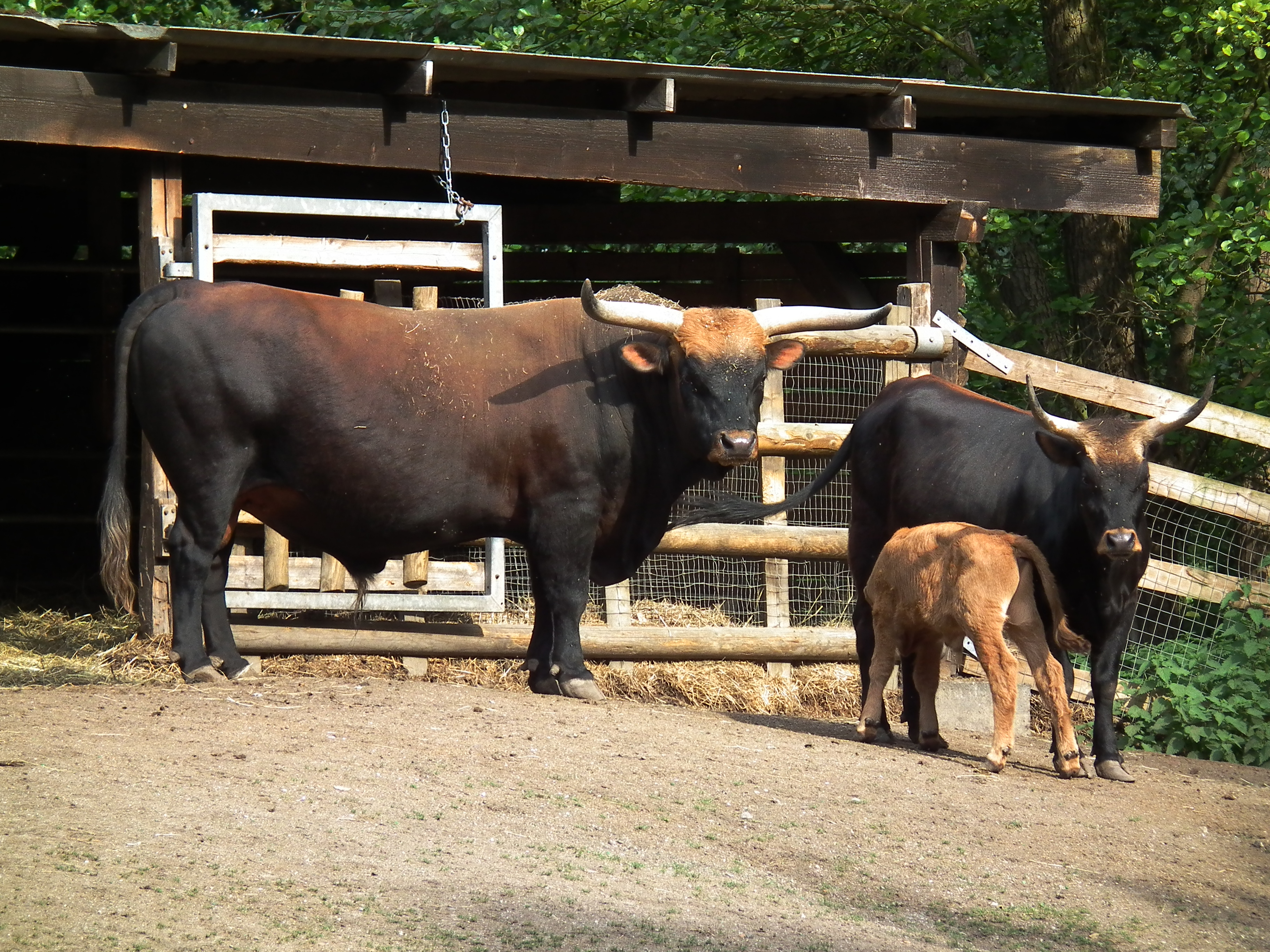
Heckrind-Bulle, Kuh und Kalb

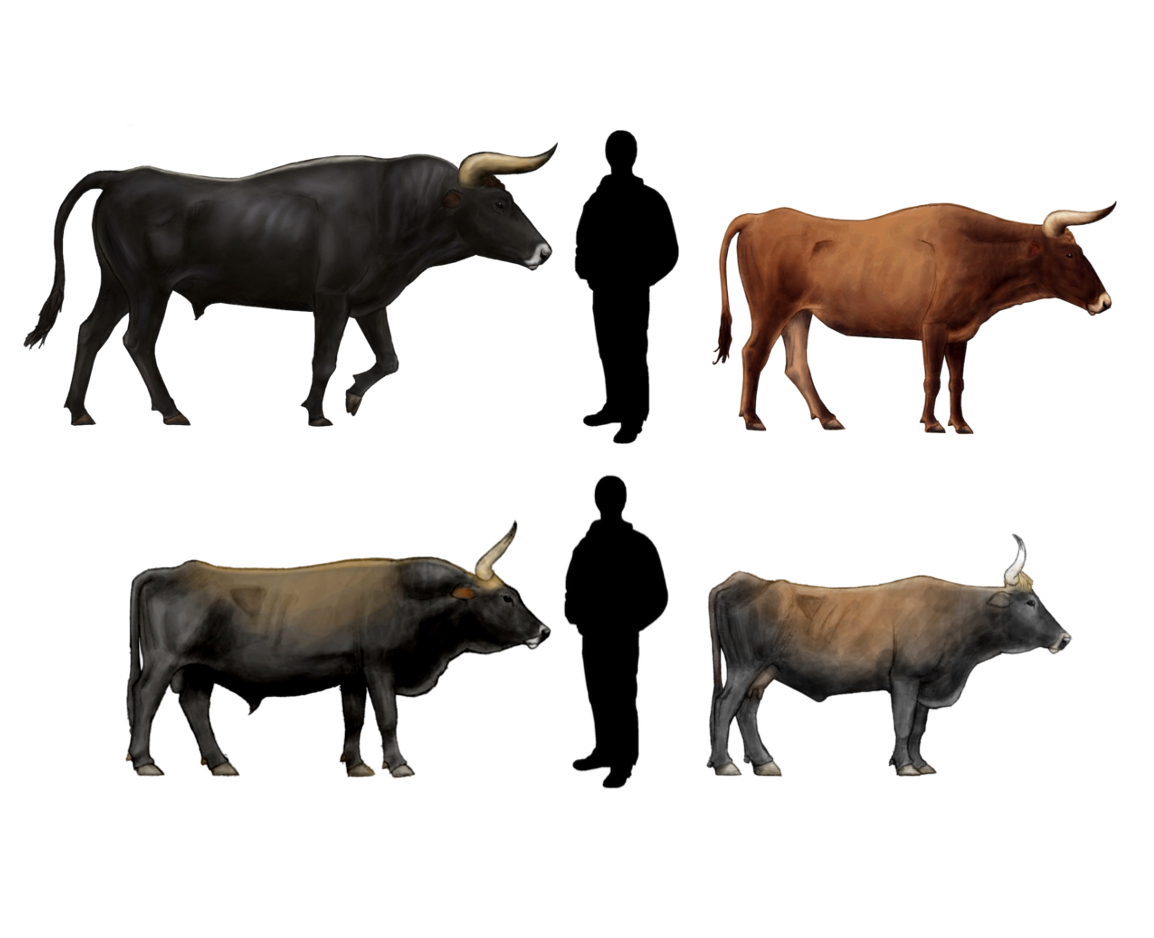
Vergleich des rekonstruierten Aussehens des Auerochsen (oben) mit einem durchschnittlichen Heckrind (unten)

Das Heckrind, oft unzutreffend als „Auerochse“ oder als eine „Rückzüchtung“ desselben bezeichnet, ist eine in den 1920er Jahren entstandene Hausrinderrasse. Es ist nach den Brüdern Heinz und Lutz Heck benannt, die den Versuch der Abbildzüchtung aus verschiedenen Hausrindrassen unternahmen.
Heckrinder werden häufig in Zoos, landwirtschaftlichen Betrieben und Beweidungsprojekten eingesetzt. Der größte Bestand lebt im heutigen Oostvaardersplassen unter nahezu wilden Bedingungen. Es ist eines von mehreren auerochsenähnlichen Rindern.

## Einstufung
Das Heckrind ist wie die meisten Hausrinder ein Abkömmling des im Jahre 1627 ausgestorbenen Auerochsen. Die aus diesem Wildrind domestizierten Rinder werden mit dem Auerochsen in eine Art gestellt und konnten vermutlich fertile Nachkommen mit ihm zeugen. Beim Heckrind handelt es sich nicht, wie oft fälschlich behauptet, um ein Wildtier, sondern um eine Hausrindrasse (Rasseschlüssel AO 85), die durch Kreuzungszucht anderer Hausrinder entstand. So schreibt Poettinger (2011):

„Auf Grund der Zuchtgeschichte ist im Heckrind eine Landrasse, d. h. eine Kreuzung mitteleuropäischer Zweinutzungsrassen, in die aus anderen Klimazonen stammende Rinder eingekreuzt wurden, und deren Ansprüche an Klima und Ernährung nicht geringer sind, als bei den üblichen Zweinutzungsrassen, zu sehen.“

## Geschichte

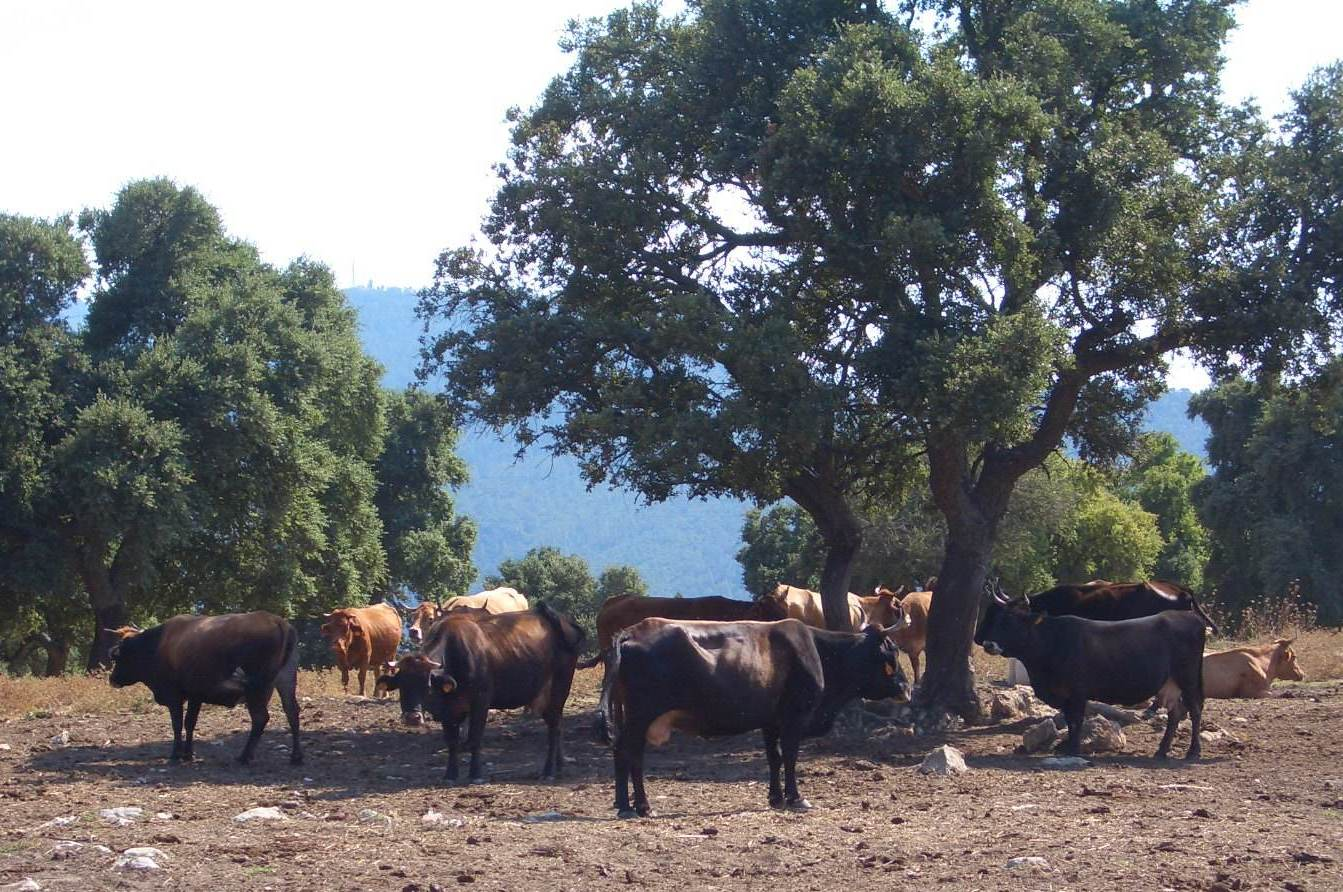
Das Korsische Rind hinterließ eine deutliche Spur im Heckrind.

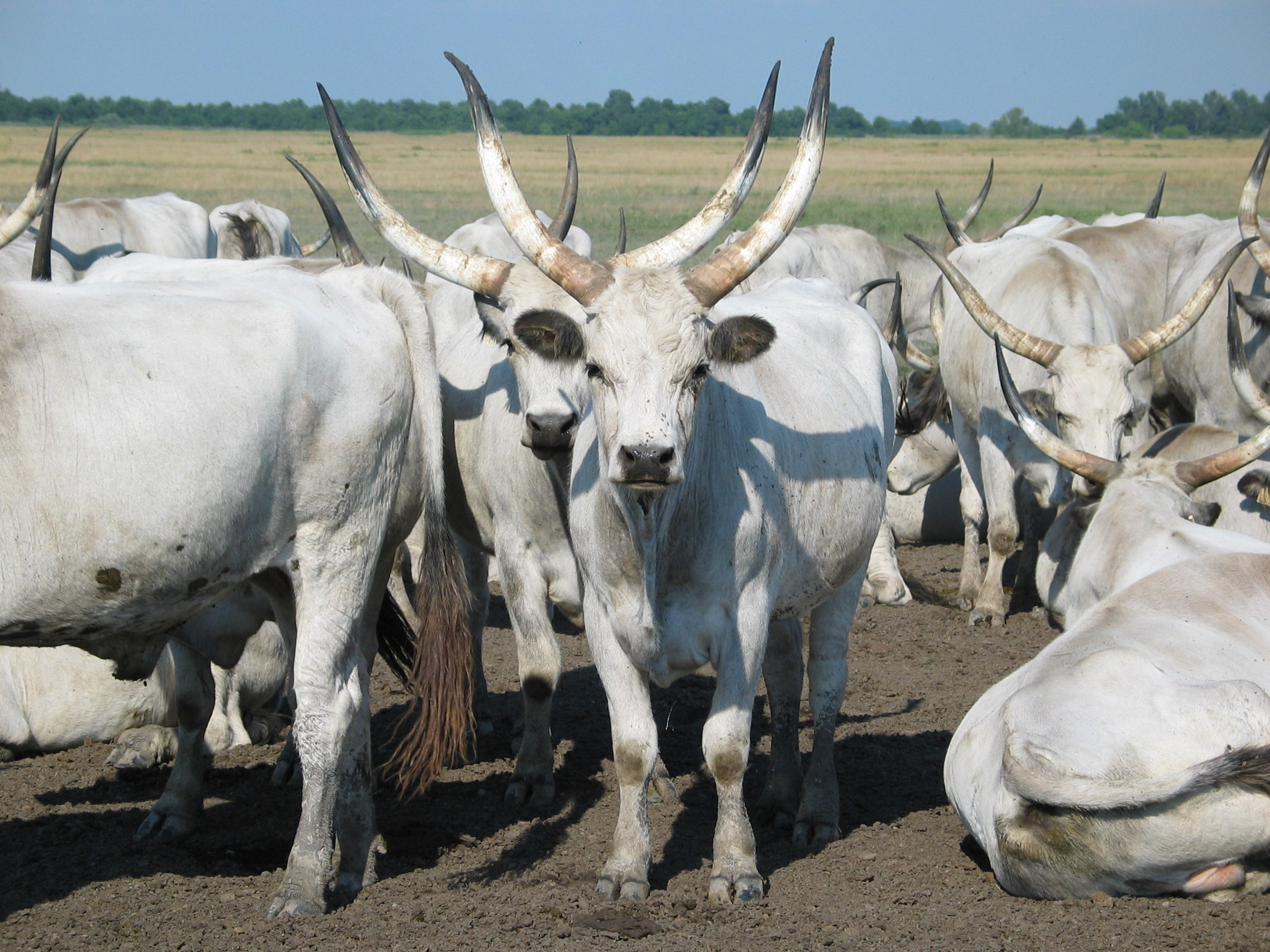
Das ungarische Steppenrind vererbte dem Heckrind ebenfalls etliche Merkmale.

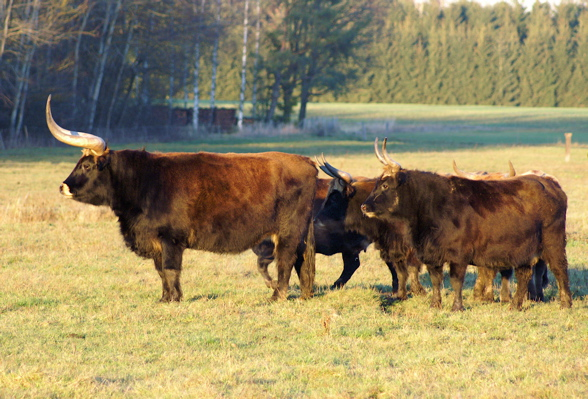
Heckrinder mit Watussi-Einfluss in Steinberg.

### Entstehung und Hintergrund
Die Brüder Heinz und Lutz Heck (damals jeweils Leiter der Tiergärten in Berlin und München) kreuzten in den 1920er Jahren mehrere europäische Rinderrassen in der Hoffnung, durch Zuchtwahl ein Abbild des ausgerotteten Auerochsen zu erhalten. Einerseits war es den beiden Zoologen ein Anliegen, durch lebende Tiere einen Eindruck vom Aussehen des Auerochsen zu vermitteln – insbesondere, da der Auerochse seit seinem Verschwinden zusehends mit dem Wisent verwechselt oder gleichgesetzt wurde. Andererseits hofften die Hecks jedoch auch, durch eine Wiedererschaffung des Auerochsen einen Beitrag zur Arterhaltung zu leisten. Heinz Heck äußerte sich dazu wie folgt:

„Ein anderer Grund lag in dem Gedanken, wenn der Mensch schon nicht daran zu hindern ist, gegen sich selbst und alle Kreaturen so irrsinnig zu wüten und die Tiere serienweise auszurotten, dass es dann eine sehr erfreuliche Sache ist, wenn wenigstens eine Tierart, die er bereits ausgerottet hat […] wieder zu neuem Leben aufersteht.“

Heinz und Lutz Heck verwendeten teilweise verschiedene Ausgangsrassen, und ihre Zuchtresultate waren einander auch nur bedingt ähnlich. Da die Berliner Zuchtlinie den Zweiten Weltkrieg nicht überlebte, sind die von Lutz Heck verwendeten Rassen (u. a. spanisches Kampfrind) nur dann von Relevanz, falls die Brüder untereinander Zuchttiere austauschten. In dieser Hinsicht sind die Aufzeichnungen jedoch nicht eindeutig.
Heinz Heck verwendete, anders als sein Bruder, eher weniger die ursprünglichen Rassen aus Südeuropa als hochgezüchtete Zweinutzungsrassen, wie das Angler Rind, schwarzbuntes Niederungsrind, Braunvieh und Murnau-Werdenfelser-Rind. Auch wurden Steppenrinder, Schottisches Hochlandrind und Korsisches Rind in großem Umfang verwendet; diese vier letztgenannten Rassen dürften den größten Einfluss auf das Heckrind gehabt haben. Das „erste Heckrind“ war ein 1932 geborener Stier namens „Glachl“, welcher zu 75 % Korsisches Rind und zu 25 % eine Kreuzung von Niederungsbulle, Anglerrind, Steppenrind und Hochlandrind war. Von denselben Eltern wurde daraufhin auch eine Kuh geboren. Diese beiden Individuen waren, wie auch ihr Großvater (ein Halb-Steppenrind), maßgeblich für die weitere Entwicklung der Heck’schen Zucht. H. Heck kreuzte diese weiter mit Hochlandrindern, Steppenrindern, Braunvieh und Murnau-Werdenfelser, um Masse hinzuzufügen.
Da die Brüder Heck kein genaues Bild vom Auerochsen hatten, hielten sie ihr Rind mit annähernder Wildfarbe und längeren Hörnern bereits für einen „rückgezüchteten Auerochsen“ und proklamierten die Wiederauferstehung des Urrindes. Jedoch war und ist das Heckrind von dem Ziel, dem Auerochsen möglichst zu entsprechen, weit entfernt.

### Drittes Reich
Lutz Hecks Bemühungen wurden später von Hermann Göring gefördert, der den Auerochsen wieder „auferstehen“ und auswildern lassen wollte. Im Herbst 1938 wurden die ersten Tiere in der Schorfheide sowie in Görings Jagdrevier Rominter Heide ausgesetzt. Weitere wurden 1941 in Białowieża in Nordostpolen angesiedelt, nachdem Göring den Urwald und umliegende Wälder auf einer Gesamtfläche von 260.000 ha zu einem „germanischen Urwald“ mit „urdeutschen“ Jagdtieren erklärt hatte. Die Bewohner hatte Göring gewaltsam vertreiben und viele töten lassen. Letztlich verhinderte der weitere Kriegsverlauf Görings Pläne.

### Nach 1945
Den Zweiten Weltkrieg überlebten 39 Tiere, die wohl ausschließlich aus der Münchner Linie stammen. Da lange keine einheitlichen, verbindlichen Zuchtziele festgelegt wurden und kein rigoroser, koordinierter Selektionszuchtprozess stattfand, entwickelte sich eine sehr heterogene Population, in der auch immer wieder Exemplare mit ungewollten Eigenschaften auftreten. Vereinzelt wurden weitere Rassen eingekreuzt, etwa das Rote Höhenvieh und immer wieder Steppenrinder. Im Zoo Duisburg wurde in den 1950ern ein Watussi-Rind eingekreuzt. Heute haben viele großhörnige Heckrinder, darunter die Herde im Wildgehege Neandertal oder die Wörth/Steinberg-Zuchtlinie, noch Anteile dieser Kreuzung. An einigen Standorten wird versucht, durch Einkreuzung großer, robuster Rassen mit entsprechenden Eigenschaften Heckrinder optisch an den Auerochsen anzunähern (siehe Taurusrind).

## Aussehen und Eigenschaften

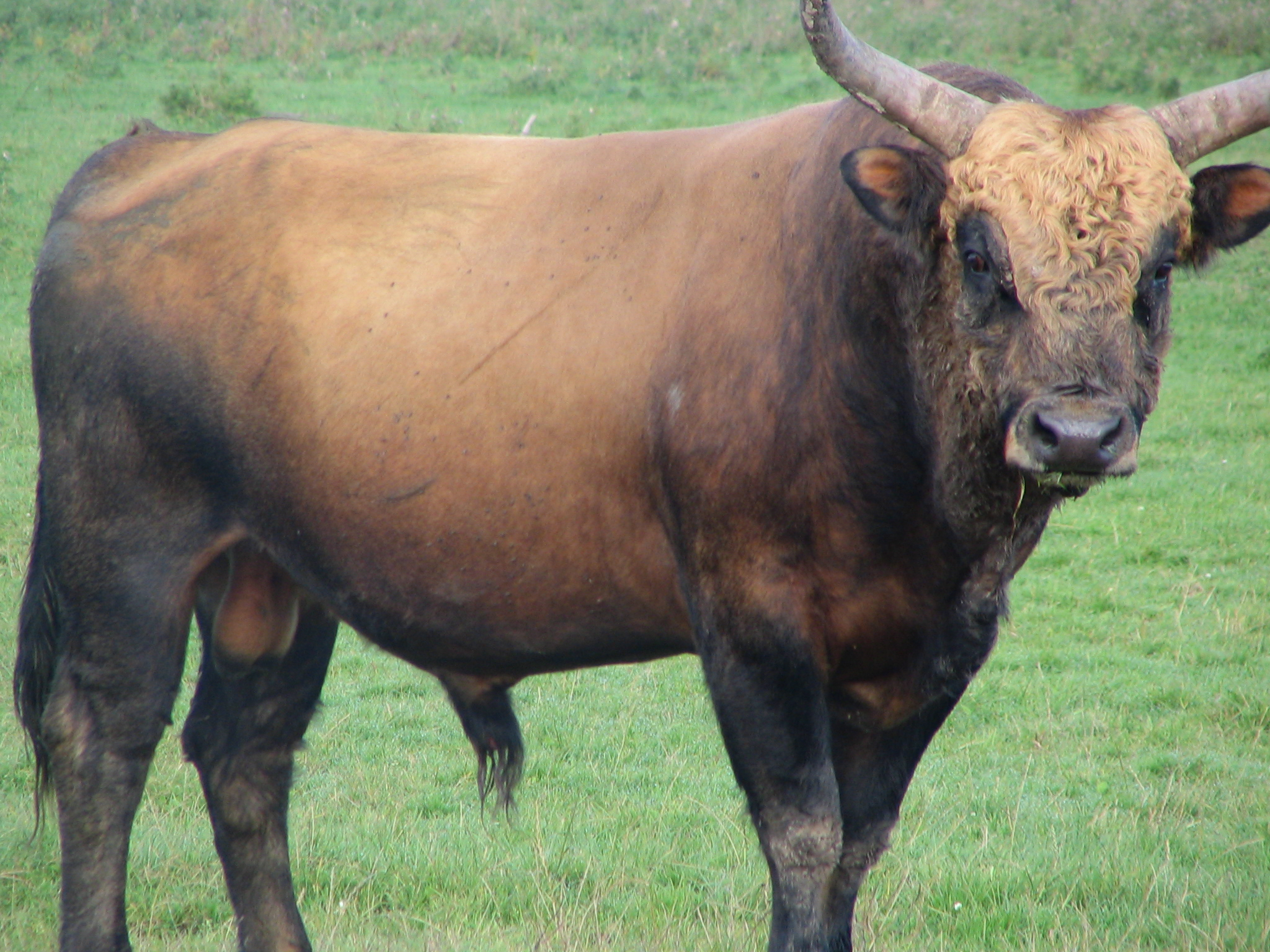
Heckstier im niederländischen Oostvaardersplassen

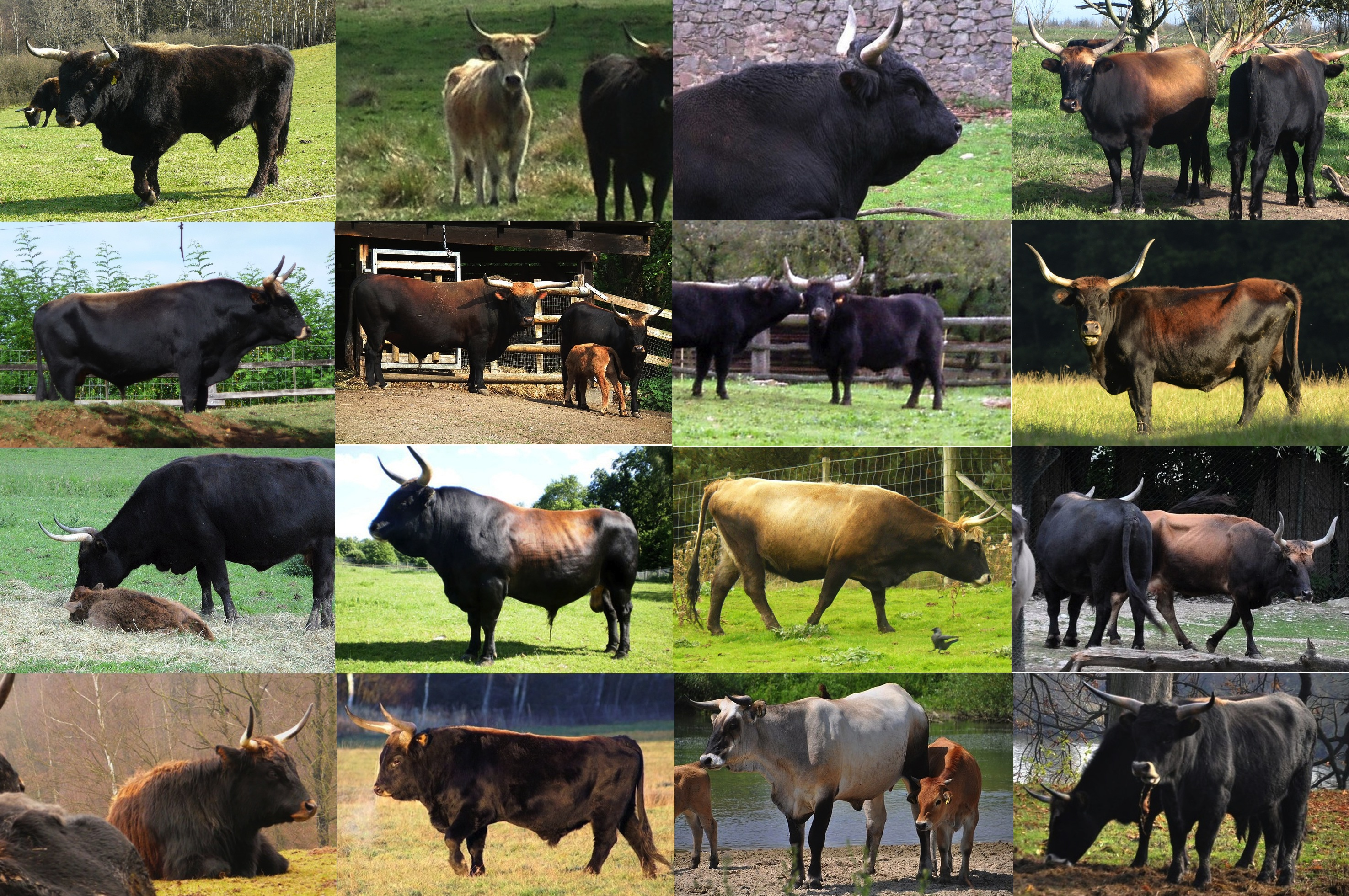
Ein Vergleich von Heckrindern aus verschiedenen Standorten verdeutlicht die Heterogenität der Rasse

Der Verein zur Förderung des „Auerochsen“ (VFA) e. V. hat zwar Zuchtziele für das Heckrind aufgestellt, die an den morphologischen Charakteristika des Auerochsen ausgerichtet sind, in der Realität jedoch weicht das Heckrind von diesen Zielen und damit vom vermuteten Aussehen des Auerochsen meist mehr oder weniger weit ab.

### Größe und Proportionen
Ein typischer Heckbulle weist durchschnittlich etwa 140 cm und eine Kuh etwa 130 cm Widerristhöhe auf, bei einem Gewicht von etwa 600 kg. Massige Bullen wiegen bis zu 900 kg. Damit ist das Heckrind geringfügig kleiner als moderne Milch- und Fleischrassen aus intensiver Landwirtschaft und wesentlich kleiner als der Auerochse, welcher im Mittel eine Widerristhöhe von 160–180 cm bei Bullen und 150 cm bei Kühen aufwies. Auch in den Körperproportionen zeigen sich deutliche Unterschiede zwischen Heckrind und Auerochse. Bei letzterem entsprach die Widerristhöhe in etwa der Rumpflänge, was durch die langen Beine zustande kam. Beim Heckrind sind die Beine meist um einiges kürzer und der Rumpf länglicher als beim Auerochsen. Weiterhin erzeugte stark ausgeprägte Schulter- und Nackenmuskulatur beim Auerochsen eine geschwungene Rückenlinie. Das Wildrind hatte vermutlich eine athletische Statur. Das Heckrind hat allerdings meist einen für Hausrinder typischen tonnenförmigen Rumpf und keine sonderlich ausgeprägte Nacken- und Schulterpartie.

### Schädel und Hörner
Der Schädel des Heckrinds entspricht in relativer Größe und Bau dem anderer Hausrinder mit einer eher kurzen Schnauze. Auerochsen hatten allerdings einen großen, länglich gebauten Schädel mit einer vergleichsweise langen Schnauze. Aufgrund von u. a. Hochlandrind und Steppenrind als Ausgangsrassen zeigen Heckrinder oft relativ lange Hörner. Dennoch kann die Horngröße abhängig von Individuum und Zuchtlinie stark variieren. Die Hörner sind sehr formvariabel und erinnern teilweise noch stark an die der Ausgangsrassen. Sie sind meist von heller bis weißer Farbe mit dunkler Spitze. Die typische Hornform des Auerochsen in Bezug auf Krümmung, Dicke und Länge ist jedoch nur bei wenigen Heckrindern zu sehen (etwa einige auf der Insel Wörth). Die meisten Heckrinder haben Hörner, welche sich in diesen Aspekten vom Auerochsen mehr oder weniger unterscheiden und zu weit nach oben und/oder außen zeigen und entweder zu kurz oder zu dünn sind.

### Fellfarbe

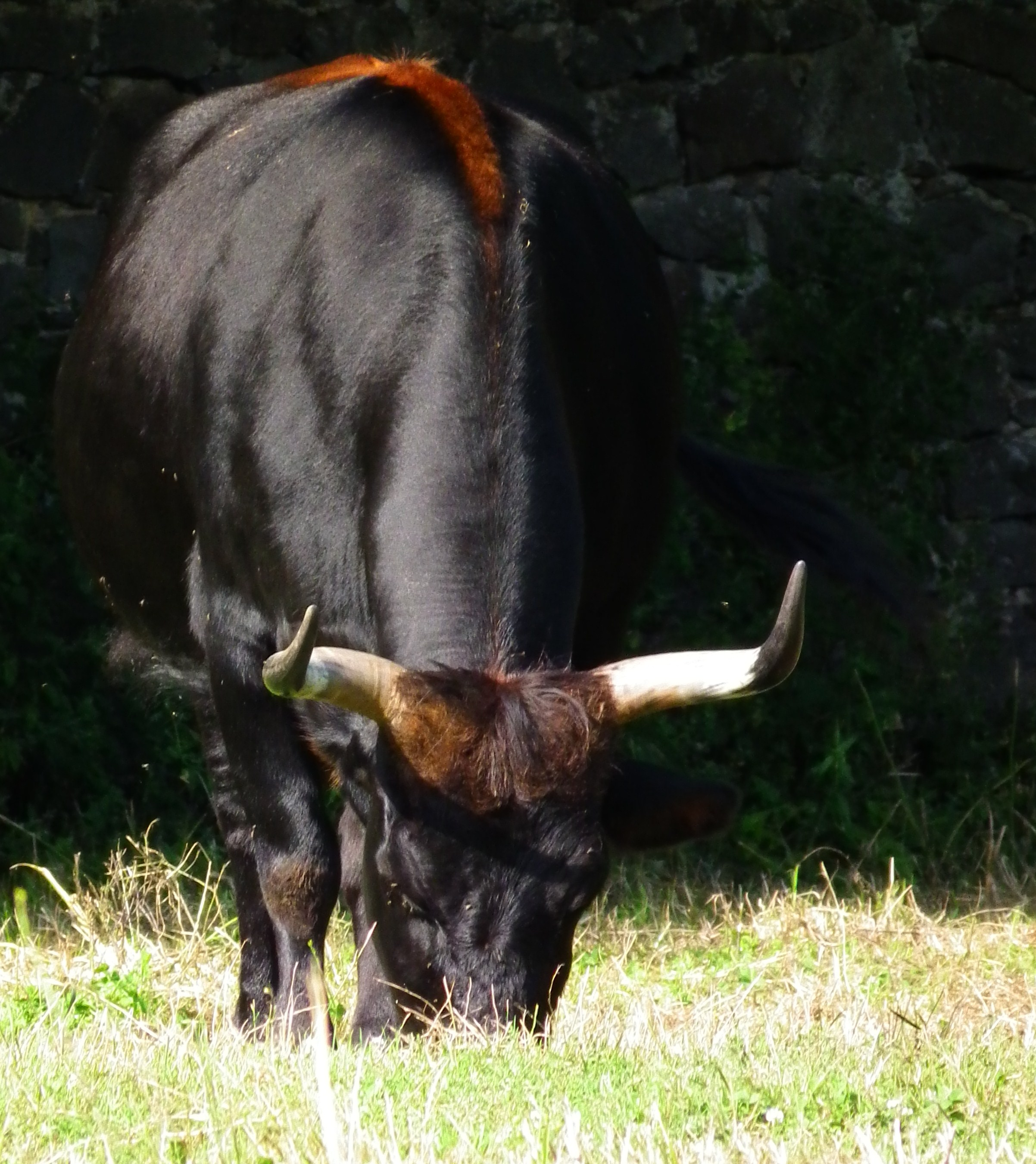
Heckrind mit deutlich ausgeprägtem Aalstrich

Wie bei anderen annähernd wildfarbenen Rinderrassen werden die Kälber braun geboren und färben sich in den ersten Lebensmonaten um. Die Stiere sind meist schwarz oder dunkelbraun mit hellem Aalstrich auf dem Rücken (welcher auch abwesend sein kann) und zeigen nicht selten einen heller gefärbten sogenannten Farbsattel auf dem Rücken, welcher beim europäischen Auerochsen wahrscheinlich nicht vorkam. Auch kommen helle, rötlich-beige bis graue Bullen vor. Ähnlich gefärbt sind die Kühe, deren Palette von schwarz bis rötlichbraun, bei einigen auch beige oder gräulich, reicht. Beide Geschlechter verfügen über ein meist weißbehaartes Maul, das sich je nach Ausprägung vom schwarzen Kopfhaar abhebt. Viele Heckrinder haben blonde Stirnfransen oder -locken. Die Tiere schützen sich im Winter durch ein dichtes, stumpfes Winterfell. Graue oder gräuliche Tiere, welche an Steppenrinder erinnern, treten immer wieder auf. Bei beige gefärbten Kühen oder hellen Bullen kommen oft auch dunkle Augenflecken vor. Das Sommerkleid ist meist kurz und glänzend. Mitunter treten Exemplare mit weißer Fleckenzeichnung auf der Bauchseite oder auf der Stirn auf. Einzelne Exemplare, etwa in Oostvaardersplassen, können sogar ähnlich dem Schwarzbunten Niederungsrind gänzlich gescheckt sein.

### Geschlechtsdimorphismus

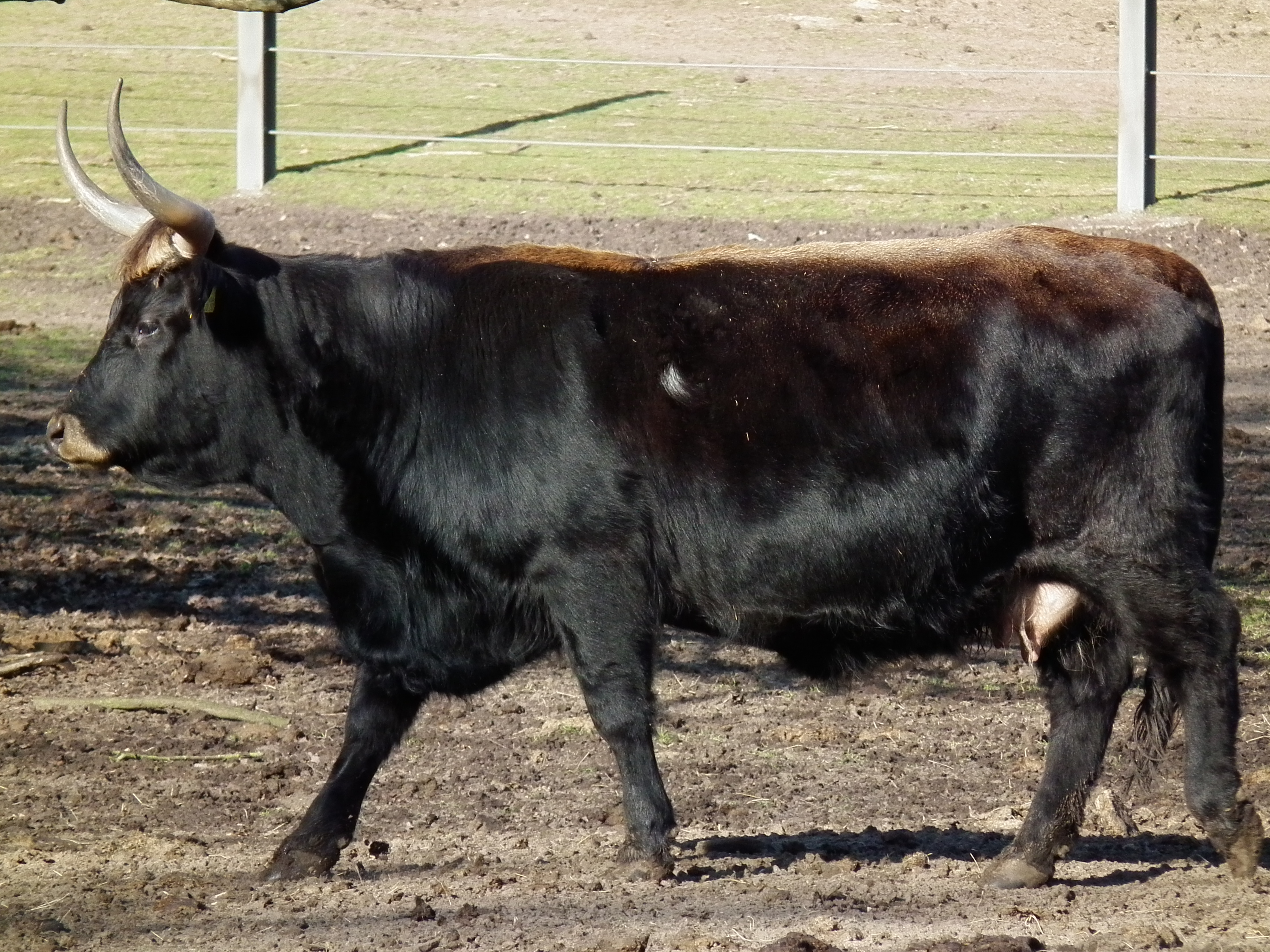
Dunkle Heckkuh

Der Auerochse hatte einen ausgeprägten Geschlechtsdimorphismus in Bezug auf Körperbau, Hörner und vor allem Fellfarbe. Dieser ist bei Heckrindern wie auch einigen anderen Rindern zwar teilweise vorhanden, aber weniger stark ausgeprägt als beim Auerochsen. Bullen sind in der Regel schwerer und meist dunkler gefärbt, doch es können auch hellere Bullen sowie gänzlich schwarze Kühe auftreten. Allerdings sind in der inhomogenen Rasse mitunter auch Exemplare zu finden, welche durchaus einen deutlichen Geschlechtsdimorphismus bezüglich der Fellfarbe zeigen, sowie Linien, bei denen farblicher Geschlechtsdimorphismus gänzlich fehlt. Folglich ist der farbliche Geschlechtsdimorphismus bei Heckrindern oft eher unklar und der bezüglich der Körpergröße nur schwach ausgeprägt.

### Heterogenität
Heckrinder sind keineswegs einheitlich, sondern weisen eine beachtliche Heterogenität in ihrem Aussehen auf. Nicht nur variieren sie in Bezug auf die Ähnlichkeit zum Ur, auch zeigen immer wieder vorkommende Individuen deutliche Ähnlichkeit zu den Ausgangsrassen, aus denen das Heckrind gezüchtet wurde. Merkmale dieser Individuen können etwa eine beige oder graue Fellfarbe, eine hausrindertypische Fleckenzeichnung, kurze oder steppenrindartige Hörner, große Euter und andere unerwünschte Charakteristika sein. In Oostvaardersplassen, wo keine selektive Zucht stattfindet, zeigt sich diese Heterogenität noch stärker. In einzelnen Zuchtlinien wurden die hellen Tiere ausselektiert und ein vergleichsweise stabiles Äußeres erzielt.

### Robustheit

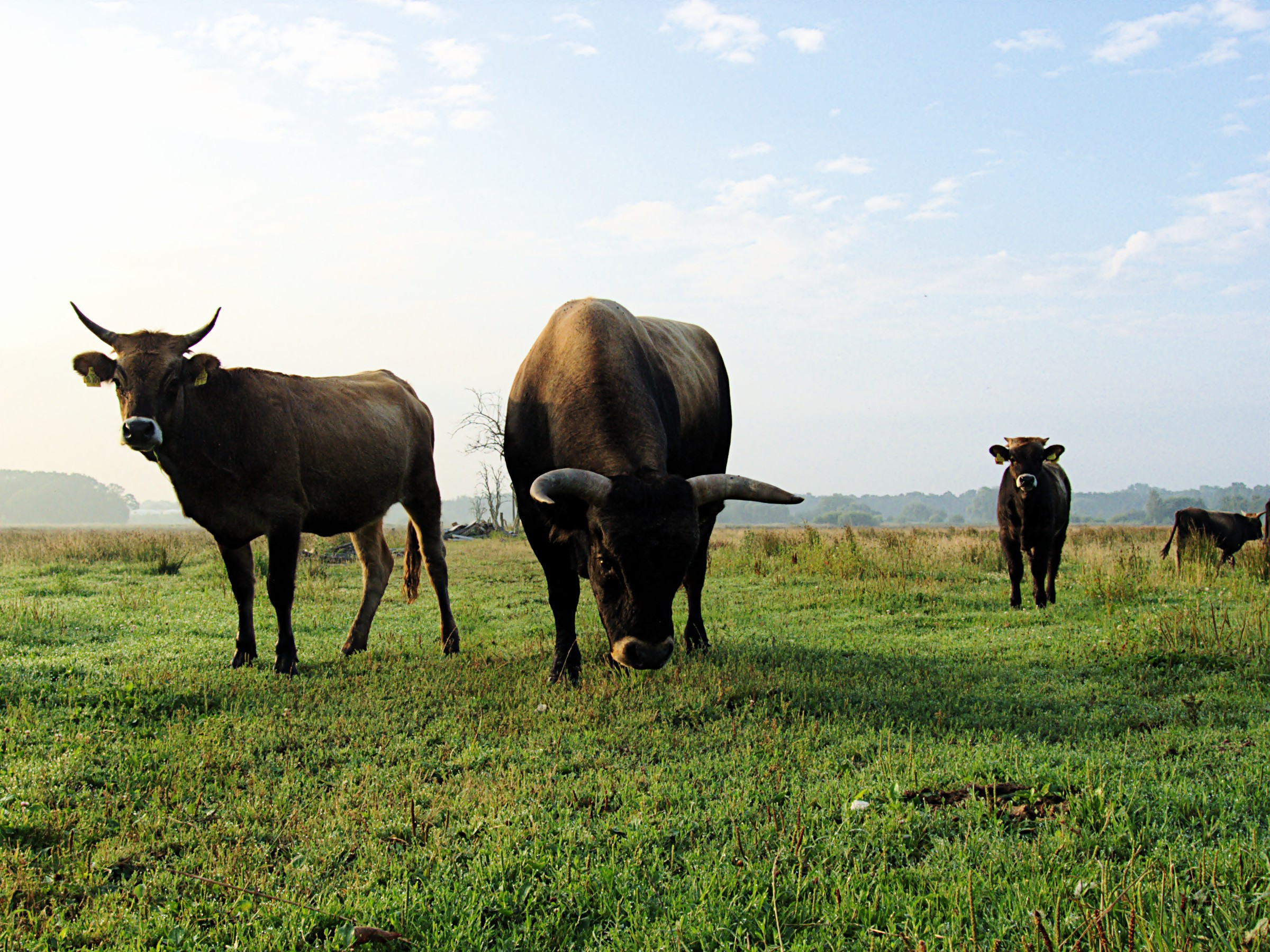
Heckstier und -kuh in den Rieselfeldern Münster

Wie andere Robustrinder bilden Heckrinder ein Winterfell aus, das die Tiere gegen Temperaturen bis −25 °C schützt. Beobachtungen im Hortobágyi-Nationalpark haben gezeigt, dass Heckrinder weniger gut mit kalten und schneereichen Wintern zurechtkommen als die dort ebenfalls eingesetzten Przewalski-Pferde. Dies wird zum Teil auf die unterschiedlichen Verdauungssysteme von Rindern (Wiederkäuer) und Pferden (Hinterfermentierer), zum Teil auch auf ein eventuell unzureichendes Haarkleid und den Wärme- und Energieverlust durch das große Euter zurückgeführt. Aus diesen Gründen sind die Heckrinder in dem kargen ungarischen Schutzgebiet im Winter von Zufütterung abhängig, ohne die wohl nur ein Teil der Rinder überleben würde. Wie andere Robustrinder gelten Heckrinder gegenüber hochgezüchteten Stallhaltungsrassen allerdings als krankheitsresistent, widerstandsfähig und kältetolerant. Sofern die Kälber auch im Freien gesetzt und aufgezogen werden, können Robustrinder in Mitteleuropa ganzjährig im Freien gehalten werden.
Dies ist allerdings keine spezifische Eigenheit des Heckrinds. Mitunter eignen sich sogar typische Milch- und Fleischrassen wie das Hinterwälder-Rind oder Murnau-Werdenfelser-Rinder für eine solche Haltungsform. Zu beachten ist, dass Heckrinder auch in den meisten Beweidungsprojekten nicht wild, sondern veterinärmedizinisch betreut sind und ihnen im Winter zugefüttert wird. Völlig ohne Hege und Zufütterung lebten in den ersten drei Jahrzehnten die Heckrinder in Oostvaardersplassen, bis die Population sich stark erhöht hatte und in harten Wintern zahlreiche Tiere verendeten. Angesichts des öffentlichen Drucks, der dadurch entstand, entschied man sich 2010 dazu, im Winter zuzufüttern.
Was Robustheit und natürliche Instinkte angeht, kommen Heckrinder wie die anderen Robustrassen ohne menschliches Eingreifen in der Natur zurecht, wenn auch mit teilweise hohen Bestandseinbußen in härteren Wintern. Oft wird gehofft, dass natürliche Auslese wilde Heckrinder (derzeit in Oostvaardersplassen) im Erscheinungsbild und Verhalten an den Auerochsen heranführen kann. Dies ist im modernen raubtierarmen Europa jedoch kaum vollständig zu erreichen und nähme einen extrem langen Zeitraum in Anspruch, darüber hinaus sind derzeit Heckrinder nirgends Raubtierdruck ausgesetzt.
Ebenfalls zu beachten ist, dass das Heckrind keineswegs das einzige Hausrind ist, von dem wilde Populationen existieren. So leben verwilderte Rinder etwa auf den Orkney-Inseln, in der Camargue, im Nationalpark Coto de Doñana sowie auf weiteren Inseln. Wilde, dedomestizierte Rinderrassen sind etwa die Chillingham-Rinder oder die scheuen Betizu und Divjaka-Rinder. Was also die Fähigkeit angeht, in der Natur zu überleben, ist das Heckrind keineswegs ein Unikum, denn viele Rinderrassen sind noch robust genug, um ohne menschliches Zutun in der Wildnis zu überleben.

## Vorkommen

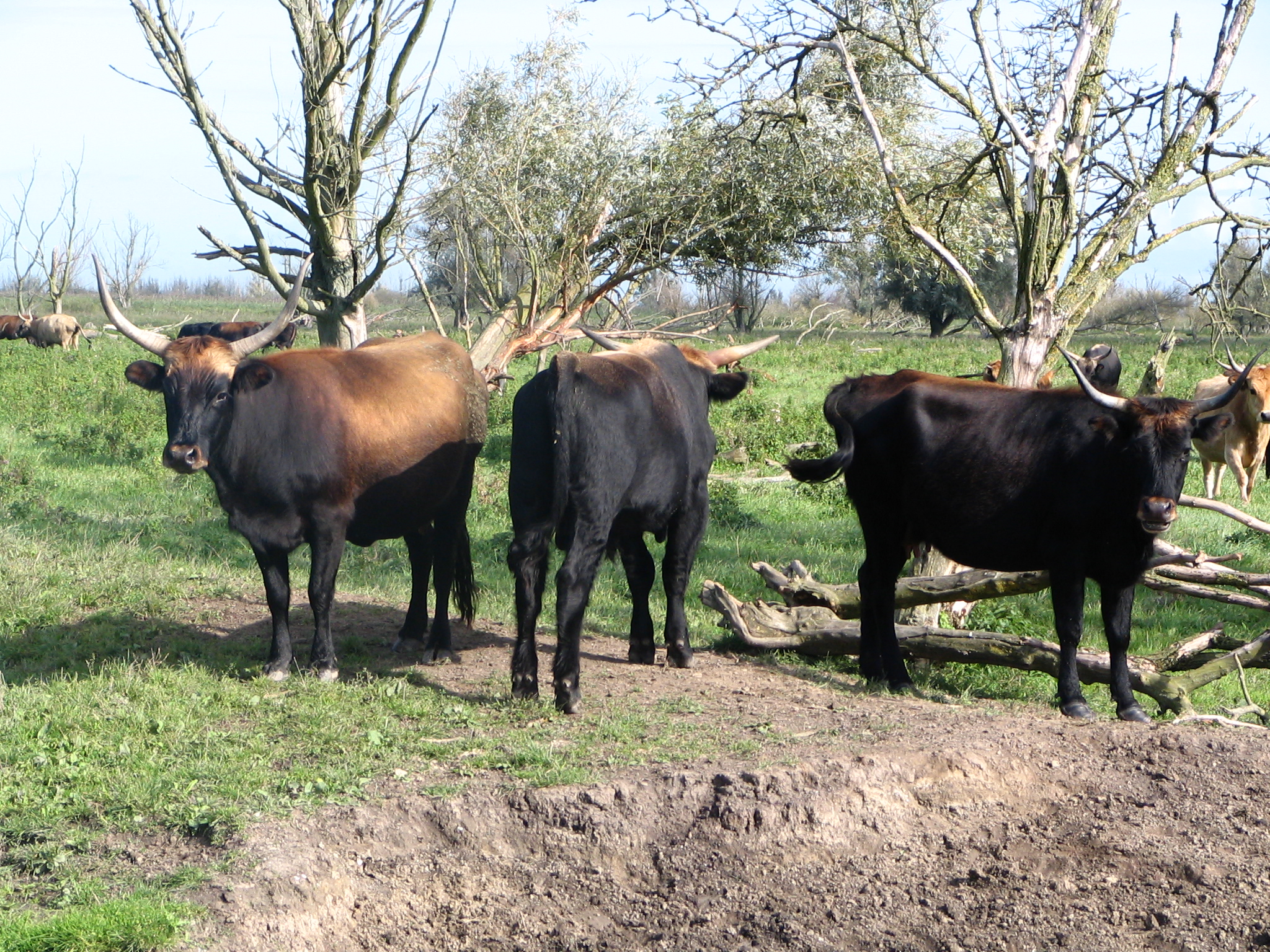
Heckrinder in Oostvaardersplassen

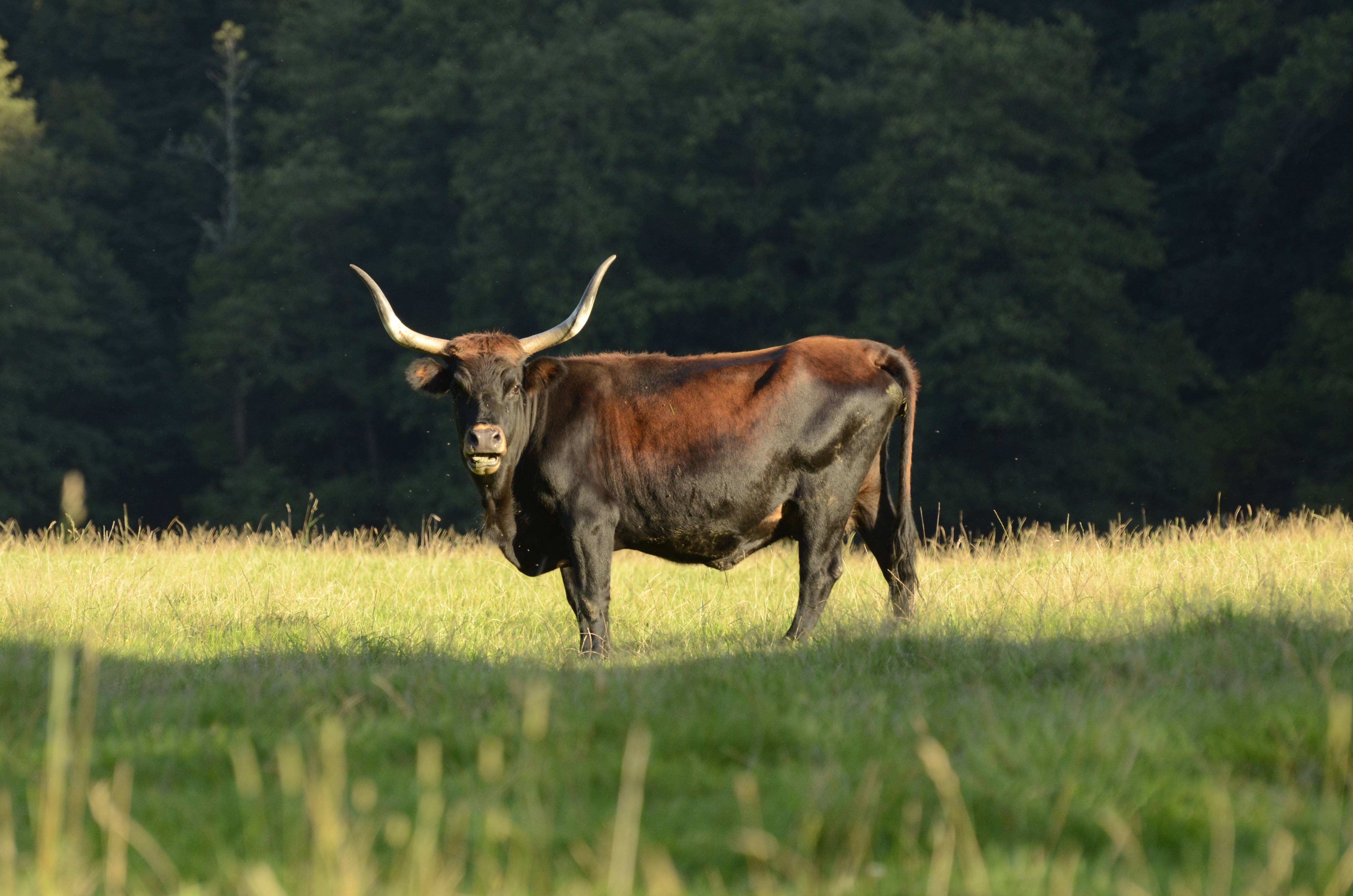
Kuh in Belgien

Heute dürfte es wohl zwischen 2000 und 3000 Tiere geben, die entweder in Extensivbeweidung, landwirtschaftlicher Nutzung oder Tiergärten verwendet werden. Zumeist wurden Heckrinder ausschließlich in Tiergärten und fälschlicherweise als „Auerochsen“ präsentiert. Diese Fehlbezeichnung der Rinderrasse ist auch heute noch oft zu sehen. In verschiedenen Tierparks und Freigehegen gibt es kleinere Herden von Heckrindern, zum Beispiel im Eiszeitlichen Wildgehege Neandertal sowie im Tierpark Hellabrunn in München, die beide besonders an der Verbreitung der Rasse nach dem Zweiten Weltkrieg partizipiert haben, als es erst einige dutzend Exemplare gab. In einigen anderen mitteleuropäischen Zoos, die neben Wildtieren auch Nutztiere halten, stehen ebenfalls einige Herden. Darüber hinaus wird das Heckrind auch auf einigen landwirtschaftlichen Höfen zur Fleischproduktion gehalten.
Ab den 1980er Jahren begann man, Heckrinder gemeinsam mit anderen großen Weidetieren für die Landschaftspflege einzusetzen, da die wichtige Rolle von Pflanzenfressern in natürlichen Ökosystemen erkannt wurde (siehe Megaherbivorenhypothese). Der NABU in Nordrhein-Westfalen betreibt einige Beweidungsprojekte mit Heckrindern in extensiver Landwirtschaft. Heckrinder werden zur Beweidung u. a. der Emsauen eingesetzt, gemeinsam mit Koniks. Das Hutewaldprojekt im Naturpark Solling-Vogler setzt Heckrinder zusammen mit Exmoor-Ponys ein. Die Beweidung durch Robustrinder wie das Heckrind, oder auch Hochlandrinder oder Steppenrinder (u. a. im Nationalpark Neusiedler See), erfüllt neben Fleischvermarktung auch Naturschutzziele, da sie offene Flächen erhält, die Lebensraum für viele Kleintierarten sind. Auch die Stadt Neuwied nutzt Heckrinder; zunächst im Naturschutzgebiet Meerheck, dann auch zur Beweidung in einem Teil des Natura2000-EG-Vogelschutzgebietes Engerser Feld, der als Ausgleichsmaßnahme für Baugebiete von Acker- und Intensivgrünland in Extensivgrünland umgewandelt wurde. Andere auerochsenähnliche Robustrinder – wie etwa Sayaguesa, Maremmana primitivo, Pajuna, Tudanca und andere – werden u. a. von der ABU im Kreis Soest und der niederländischen Stichting Taurus verwendet. Auch das Schottische Hochlandrind und Galloway-Rinder finden in der Landschaftspflege Anwendung.
Im niederländischen Naturentwicklungsgebiet Oostvaardersplassen in Flevoland in der Nähe von Lelystad gibt es Herden von Heckrindern in einer im dreistelligen Bereich schwankenden Bestandszahl. Sie leben mehr oder weniger wild, d. h., es gibt keine Zufütterung, und die Bestände dürfen sich unreguliert vermehren. Da die Heckrinder, anders als die dort ebenfalls lebenden Koniks und Rothirsche, im Winter oft größere Bestandseinbußen zu verzeichnen haben, werden die dortigen Herden zwischen Februar und April täglich kontrolliert, um stark geschwächte oder abgemagerte Rinder zu töten und so vermeidbares Leid zu verhindern.
Herden aus den Niederlanden wurden inzwischen auch in Schutzgebiete in Lettland verbracht und etwa im Nationalpark Ķemeri oder im Pape-Schutzgebiet angesiedelt. In Lettland ist die Sterblichkeit insbesondere in harten Wintern deutlich höher als in den Niederlanden. Vor allem Jungtiere überleben den ersten Winter häufig nicht. Dies wird mit dem härteren Klima und den vorhandenen natürlichen Raubfeinden, wie Wölfen, erklärt.

## Kritik und Anstoß zu weiteren Projekten

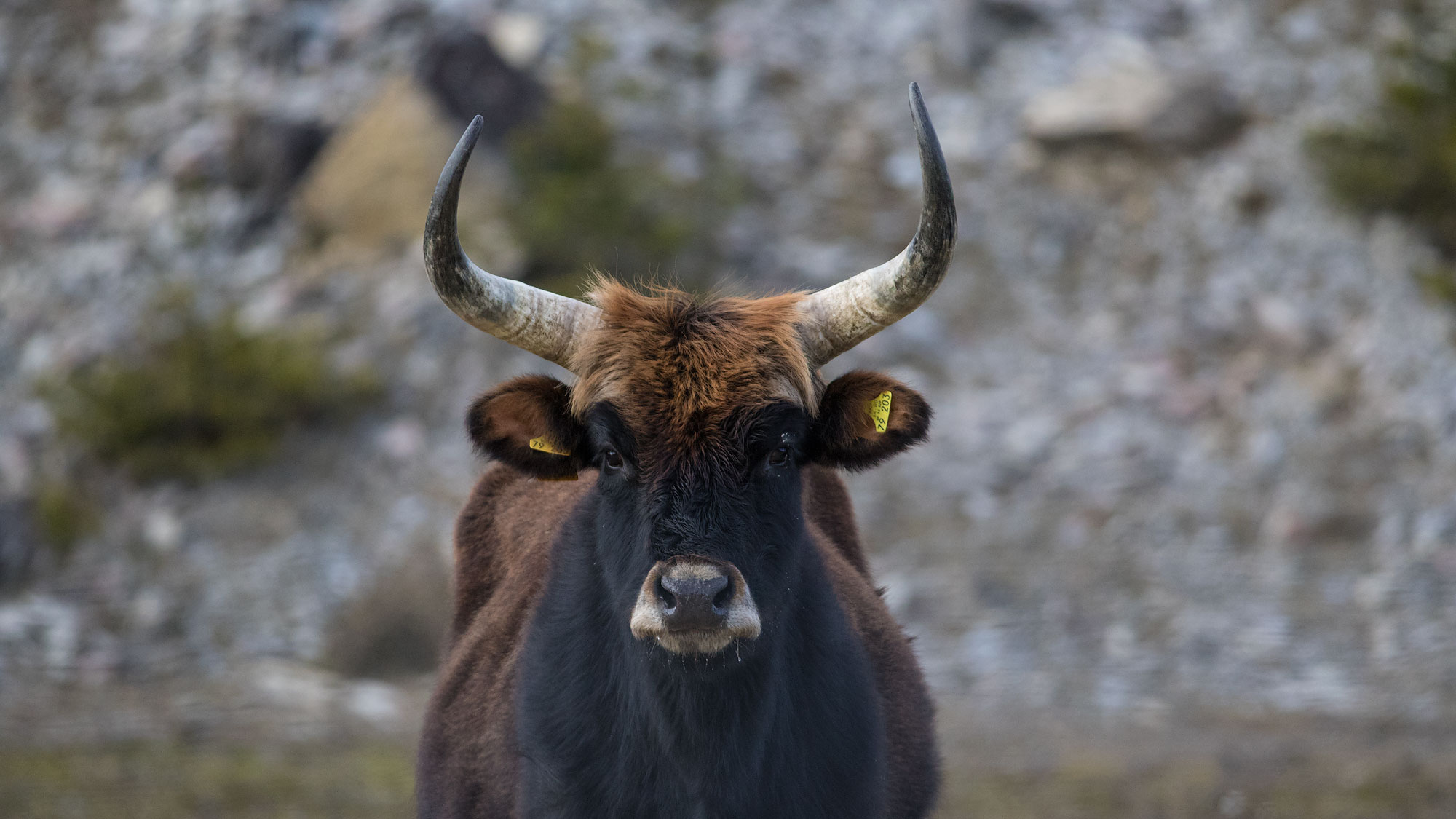
Heckkuh der Wörth-Linie als Teil der Taurusrindzüchtung des Beweidungsprojekts „Urzeit-Weide“ im LSG „Blaubeuren“

Die Vorgehensweise der Heck-Brüder, das Resultat ihrer Versuche und die Tatsache, dass sie dieses als „neuen Auerochsen“ präsentierten, wurde bereits früh kritisiert. Das damals zur Verfügung stehende Wissen über den Auerochsen und über Züchtung allgemein war viel kleiner, als es heute ist. Das Wissen der Hecks über das Aussehen des Auerochsen und ursprüngliche Rinderrassen war, aufgrund der damaligen Zeit und auch methodischer Mängel, begrenzt. Daher belief sich ihr Konzept für die Züchtung ihrer Rinder hauptsächlich auf die Färbung und Hörner, während der Körperbau des Auerochsen (welcher sich von dem vieler Hausrinder teilweise drastisch unterscheidet) und auch die Größe grob vernachlässigt wurden. Auch beinhaltete ihr Bild vom Auerochsen einige Fehlannahmen, deren Hintergrund unklar ist bzw. für die es keine Belege gibt. Die Brüder waren sich bezüglich einiger Aspekte nicht einig, weshalb sie ihre Zuchtexperimente getrennt voneinander durchführten. Herre (1953) nannte das Heckrind eine wissenschaftlich wertlose Kreuzungszucht aus Hausrassen, da das Endresultat bei genauer Observation sehr unbefriedigend ausfiel und auch die Wahl der Ursprungsrassen nicht ideal war. Das Heckrind erfüllt als Robustrasse wie viele andere Rinder zwar die ökologische Rolle des Auerochsen, sei aber an sich noch kein Beitrag zur Restauration dieses Wildrinds.
Oft wird das Heckrind von Seiten der Züchter oder Tierparks als dem Auerochsen sehr ähnlich beschrieben. Die Authentizität des Heckrinds in Bezug auf den Auerochsen wird in wissenschaftlicher Literatur jedoch angezweifelt oder für zumindest mangelhaft und für geringer als bei einigen ursprünglichen Rassen, wie dem Spanischen Kampfrind, befunden. Vor allem in Iberien existiere demnach noch eine Reihe auerochsenartiger Primitivrinder. Cis Van Vuure, der in seinem Buch Retracing the Aurochs – History, Morphology and Ecology of an extinct wild Ox, 2005, den Erfolg des Heckrinds zu evaluieren versucht, befindet: „In Anbetracht des Mangels an deutlicher Ähnlichkeit hinsichtlich Größe, Färbung oder Hörnern und anderen Aspekten, kann das Heckrind nicht als dem Auerochsen sehr ähnlich betrachtet werden. Eher sollte es als eine Population von Rindern gesehen werden, in der manche Auerochsenmerkmale gefunden werden können; eine Eigenschaft, die es mit vielen anderen Rinderpopulationen teilt“. Die farblichen Eigenschaften, welche das Heckrind mit dem Auerochsen teilt, sind auch bei verschiedenen anderen Rassen, vor allem aus Südeuropa, vorzufinden. In seiner Analyse von 2005 attestiert van Vuure dem Heckrind eine geringere Ähnlichkeit zum Auerochsen als dem Spanischen Kampfrind, welches er als die ursprünglichste Rinderrasse ansieht.
Folglich handelt es sich bei der häufigen Gleichsetzung des Heckrinds mit dem Auerochsen um eine grobe Fehlcharakterisierung dieser Hausrindrasse.

### Ecoland-Rind
In den Niederlanden werden derzeit von der Organisation Ecoplan Natuurontwikkeling Heckrinder und Hochlandrinder gekreuzt. Ziel ist es, Rinder mit kürzeren Haaren und dunkler Farbe des Heckrinds und der Gelassenheit und Robustheit des Hochlandrinds zu erhalten. Diese entstehende Rasse wird Ecoland-Rind oder Ecolander genannt und soll für öffentlich zugängliche Beweidungsprojekte eingesetzt werden.

### Taurusrind
Das Taurusrind ist die Weiterzucht des Heckrinds durch Einkreuzung alter und ursprünglicher Rinderrassen, überwiegend aus Südeuropa. Ziel ist ein wesentlich größeres, hochbeinigeres Rind mit nach vorne geschwungenen Hörnern. Eine zunehmende Anzahl der Heckrinderzüchter zeigt Interesse an diesen Kreuzungsexemplaren, sodass es einen fließenden Übergang zwischen Taurus- und Heckrind gibt.
Weitere gegenwärtige Abbildzüchtungsprojekte sind das TaurOs Project und das Auerrindprojekt.

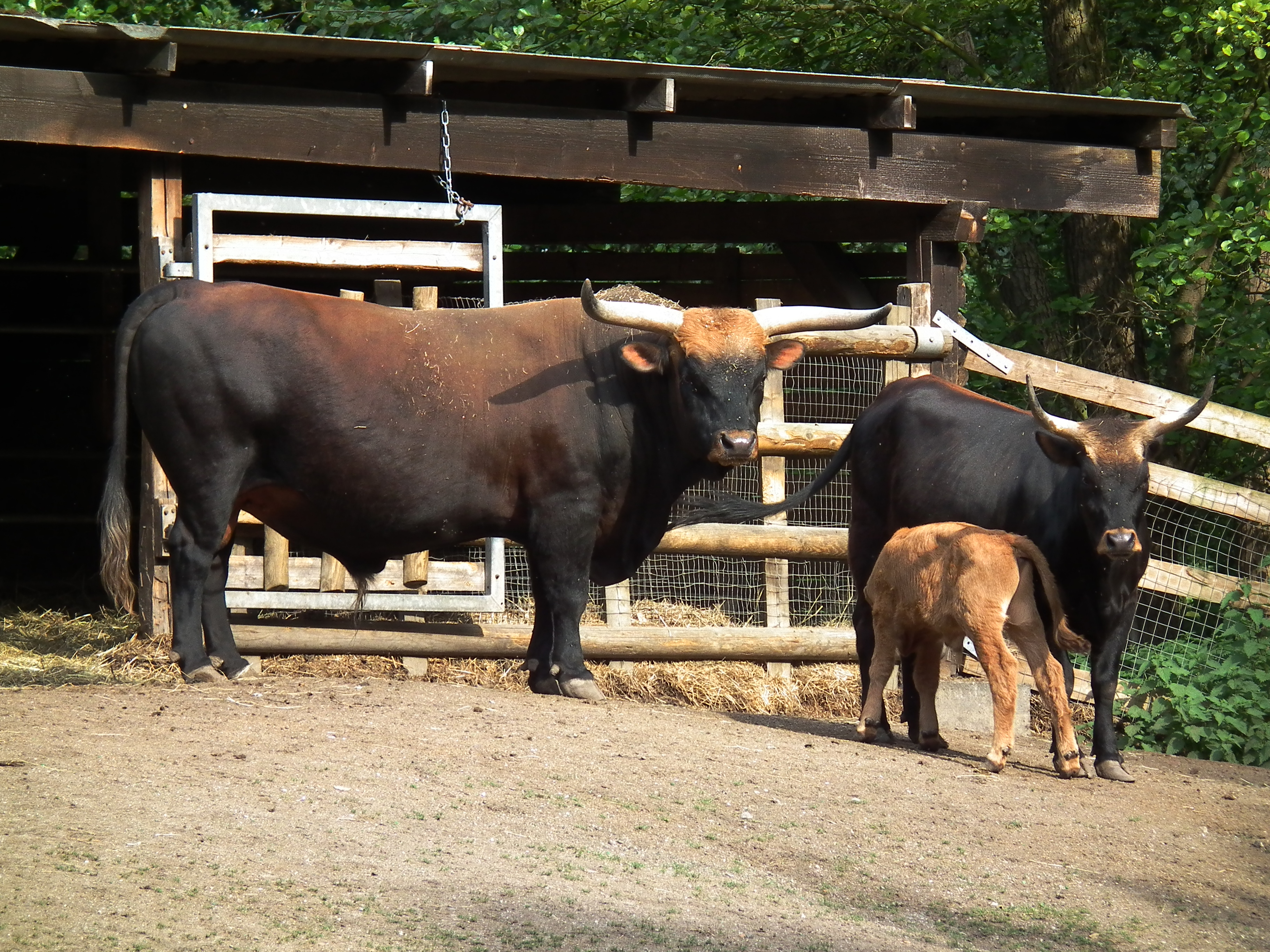
Heckrinder im Wildpark Rheingönheim
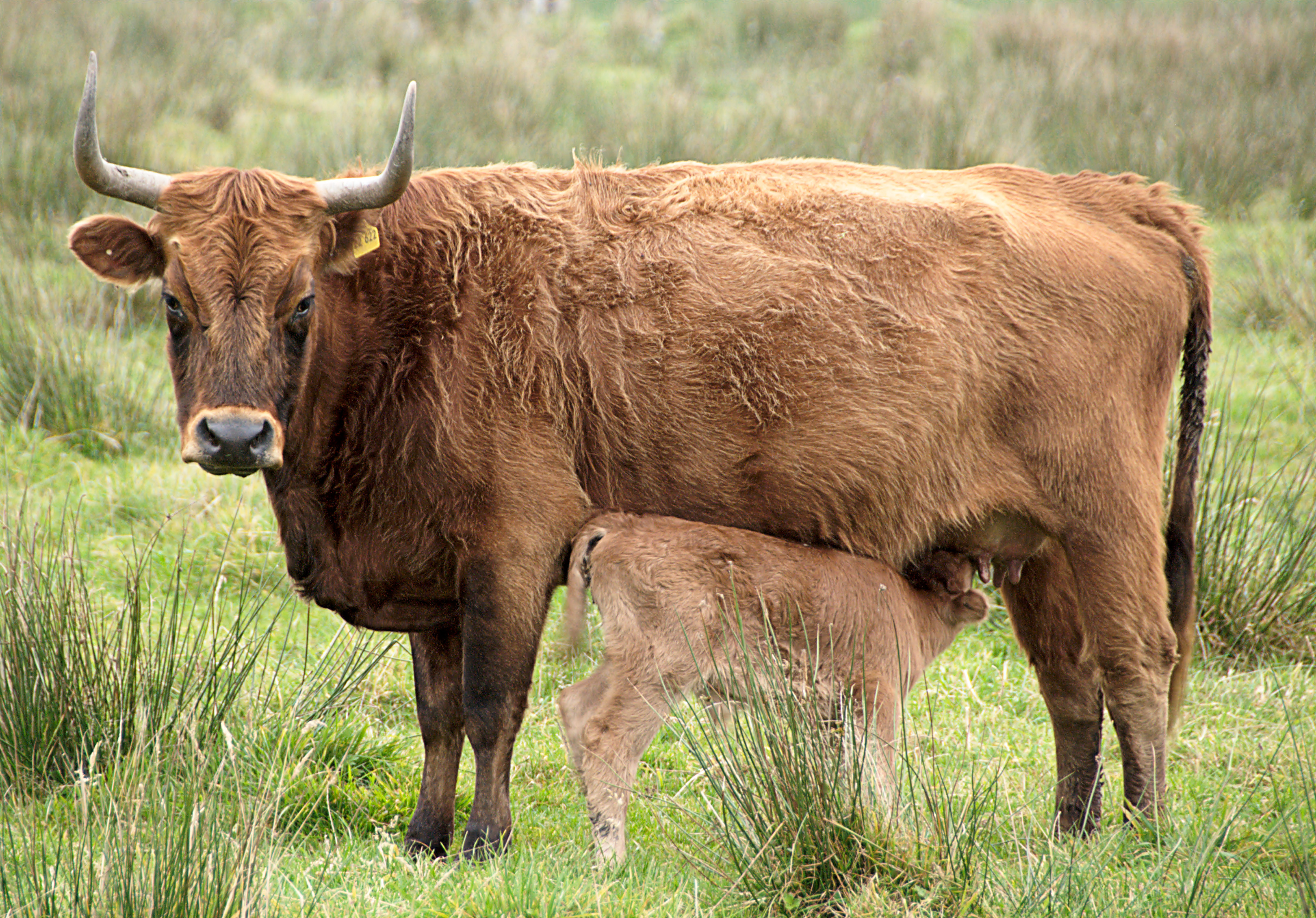
Heckkuh in Münster
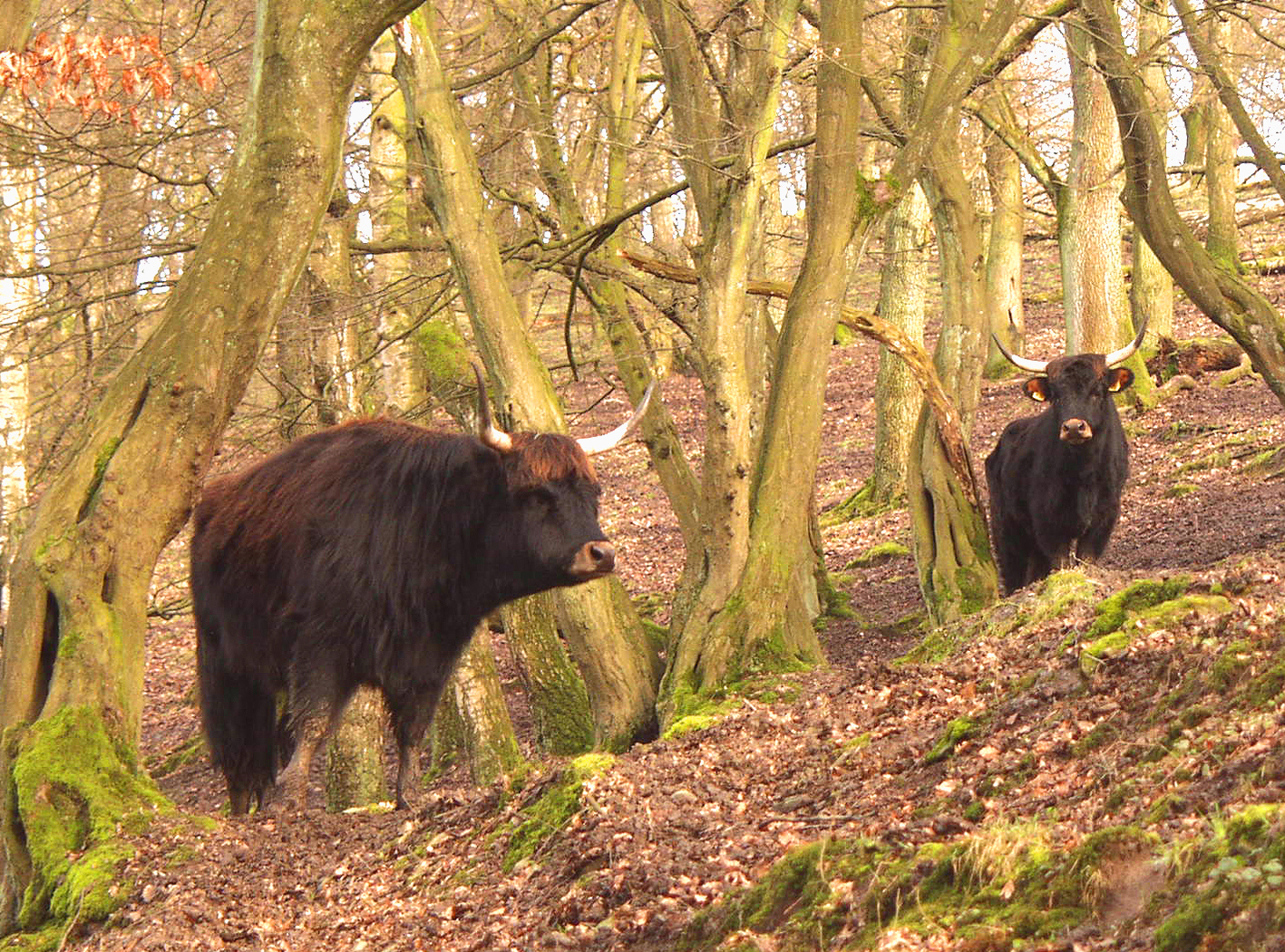
Heckrinder im Hainbuchen-Hutewald
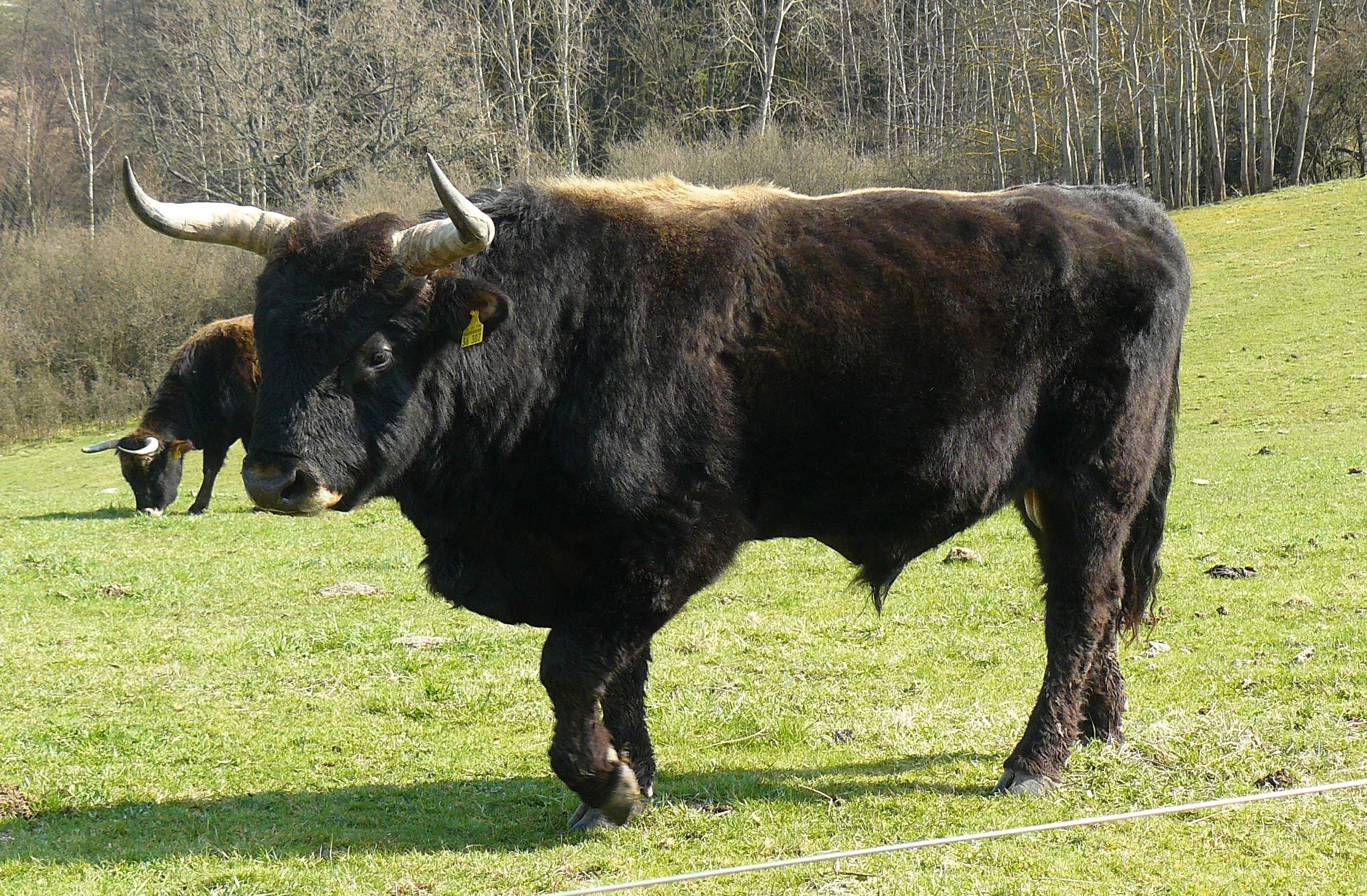
Heckrind-Stier im Beweidungsprojekt Aurachtal, Oberfranken
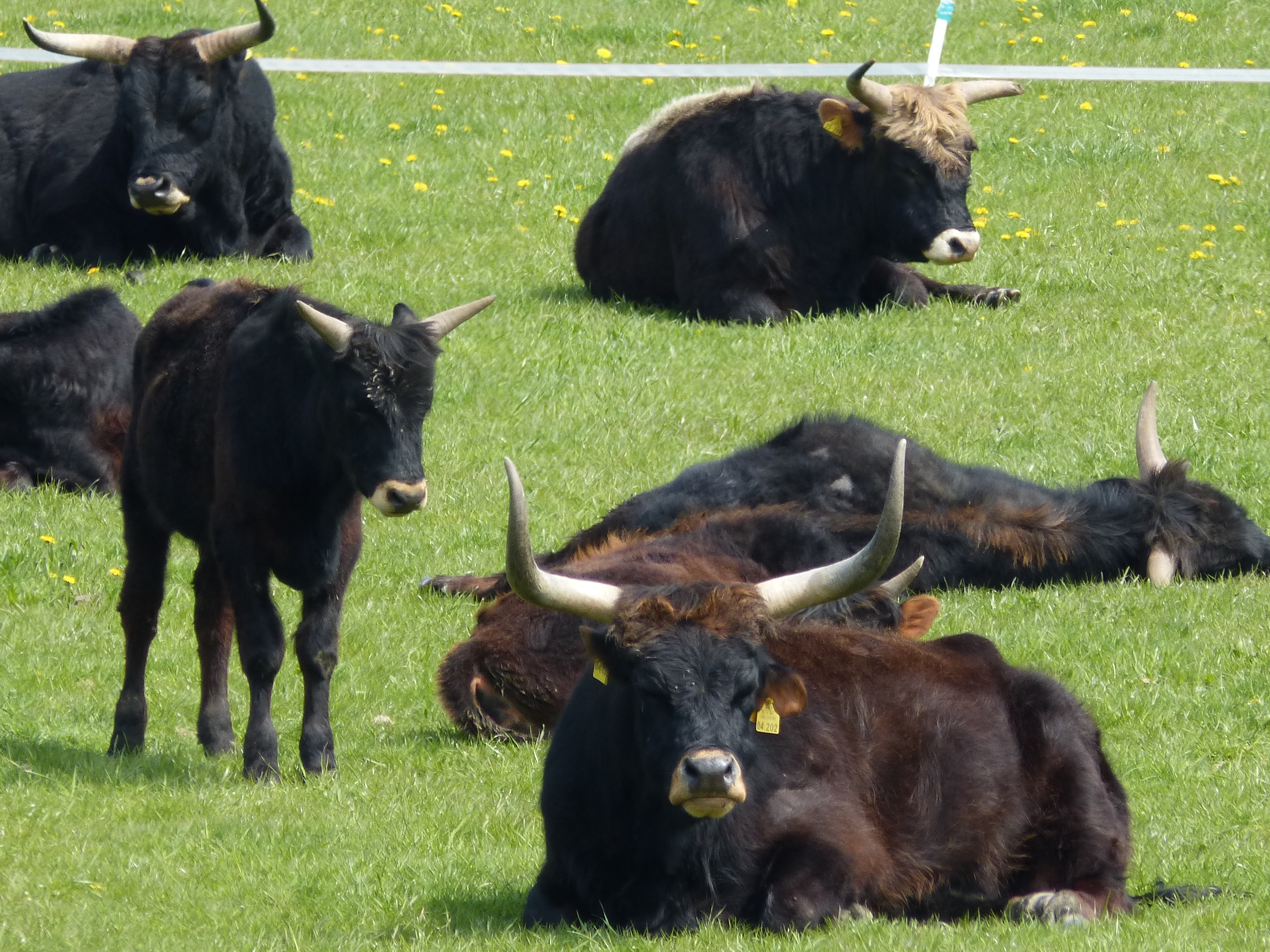
Herde im Naturschutzgebiet Kiebitzwiese in Fröndenberg/Ruhr, Nordrhein-Westfalen